# Таценко, Пётр Ильич
Петр Ильич Таценко (укр. Петро Ілліч Таценко; 10 февраля 1907, с. Голубовка, Горско-Ивановская волость, Славяносербский уезд, Екатеринославская губерния, Российская империя — 27 июня 1941, Новоград-Волынский, Житомирская область, Украинская ССР, СССР) — советский украинский общественный, государственный и партийный деятель. Член ЦК ВКП(б) (1940—1941). Депутат Верховного Совета СССР I созыва (1940—1941).

## Биография
Родился, в семье крестьянина-бедняка. В 1914—1917 г. — учился в сельской начальной школе. С 1917 года работал в хозяйстве родителей.
В 1922 году вступил в комсомол.
В 1924—1928 г. — студент Новомосковского педагогического техникума, секретарь комсомольской организации техникума, член бюро Новомосковского районного комитета ЛКСМУ Днепропетровского округа.
В 1928—1932 г. — преподавателю Новомосковской семилетней школы, председатель Новомосковского районного комитета союза работников образования.
Член ВКП(б) с 1929 года.
С 1932 г. — заведующий Знаменовской семилетней школы и секретарь первичной партийной организации села Знаменовка Новомосковского района Днепропетровской области.
Затем работал инструктором Новомосковского районного комитета КП(б)У, заместитель секретаря Новониколаевского районного комитета КП(б)У, а к 1939 году — 1-м секретарем Новониколаевского районного комитета КП(б)У Днепропетровской области.
До ноября 1939 г. — заведующий сельскохозяйственного отдела ЦК КП(б) Украины.
После присоединения Западной Украины к УССР, постановлением Политического бюро ЦК КП(б)Украины (№ 860-оп) 27 ноября 1939 Таценко был назначен 1-м секретарем Волынского областного комитета КП(б) Украины.
В ноябре 1939 — июне 1941 г. — 1-й секретарь Волынского областного комитета КП(б) Украины.
По официальным данным погиб во время бомбардировок немецкой авиации 27 июня 1941 года. По воспоминаниям Екатерины Капустиной, жены завсектором пропаганды Волынского обкома Григория Капустина (1906—1941), которая на то время находилась в Луцке — убит бандеровцами 21 июня 1941 года во время массированных бомбардировок немецкой авиации, о чём ей в тот же день сообщил секретарь обкома. Похоронен в городе Луцк.

## Семья
Потомок старого украинского казацко-христианского рода, представители которого упоминаются в казацких реестрах Войска Запорожского 17-18 вв. Отец Илья Таценко вместе с матерью из старого украинского казацко-крестьянского рода Койнашей, потомков приписных казаков Полтавского полка проживал в селе Голубовка.
В семье было 9 человек и всего 4 гектара земли.
Родной брат Николай Ильич Таценко — военно-морской офицер, в 1942 году попал в плен в Севастополе.

## Награды
- орден Ленина (7.02.1939)